# Выборы в Уганде
Выборы в Уганде проводятся для избрания президента и законодательного органа парламента Уганды. Президент избирается сроком на пять лет в ходе всеобщих выборов. Парламент состоит из членов, избираемых прямым всеобщим голосованием, представляющих округа, и по одной женщине-представителю от каждого округа, а также представителей групп с особыми интересами, включая армию, молодёжь, рабочих и людей с ограниченными возможностями.

## Описание
Первыми общенациональными выборами в Уганде были выборы в Законодательный совет Уганды в 1962 году. Коалиция между Народным конгрессом Уганды и партией Кабака Екка получила большинство мест в парламенте и сформировала первое правительство Уганды после обретения независимости с премьер-министром Милтон Оботе во главе.
В период диктатуры и политической борьбы, в том числе правления Иди Амина, Юсуфа Луле и Годфри Бинайса, выборы не проводились до всеобщих выборов в декабре 1980 года. Милтон Оботе был объявлен победителем на фоне ожесточённых споров и обвинений в фальсификации результатов выборов. Йовери Мусевени, один из кандидатов в президенты, объявил вооружённое восстание и развязал партизанскую войну против правительства Оботе. Национальная армия сопротивления Мусевени пришла к власти в 1986 году, сменив правительство генерала Тито Окелло Лутва, который шестью месяцами ранее сверг правительство Оботе в результате военного переворота 27 июля 1985 года и стал президентом.
Мусевени и его Движение национального сопротивления создали форму «беспартийной демократии», запретив политическим партиям выставлять кандидатов непосредственно на выборах. На «беспартийных» президентских выборах 1996 года Мусевени победил Пола Семогерере и Мохамеда Майянджу с большим перевесом. Хотя международные и местные наблюдатели назвали голосование действительным, оба проигравших кандидата не признали результаты выборов. На следующих президентских выборах, состоявшихся в 2001 году, Мусевени победил подавляющим (69 %) большинством голосов, в то время как его единственным реальным оппонентом был Кизза Бесидже. Несмотря на протесты против результатов со ссылкой на массовое запугивание избирателей и фальсификацию, результат был одобрен Верховным судом Уганды.
На конституционном референдуме 2005 года угандийцы проголосовали за восстановление многопартийной политической системы, сняв 19-летнее ограничение на деятельность политических партий. Всеобщие выборы 2006 года были первыми многопартийными выборами за 25 лет. Мусевени получил 59 % голосов, а его Движение национального сопротивления — большинство мест в парламенте. 
Поп-звезда и лидер оппозиции Боби Вайн объявил о своем намерении бросить вызов Мусевени на выборах 2021 года.